# Utetheisa henrii
Utetheisa henrii là một loài bướm đêm thuộc phân họ Arctiinae, họ Erebidae. It is có thể cả đặc hữu của đảo Galapagos của San Cristóbal.
Chiều dài cánh trước là 14–16 mm đối với con đực và 16–17 mm đối với con cái.
Ấu trùng có lẽ ăn các loài Tournefortia.